# Dimethyloxalaat
Dimethyloxalaat is een organische verbinding met als brutoformule C4H6O4. Het is de dimethylester van oxaalzuur. De stof komt voor als een kleurloze vaste stof, die oplosbaar is in water.

## Synthese
Dimethyloxalaat kan langs verscheidene wegen bereid worden:
- Door verestering van oxaalzuur met methanol, en met zwavelzuur als katalysator:

{\displaystyle {\ce {2CH3OH\ + C2O2(OH)2 ->[{\ce {H2SO4}}] (CH3)2C2O4\ + 2H2O}}}
- Door de oxidatieve carbonylering van methanol:

{\displaystyle {\ce {{4CH3OH}+{4CO}+{O2}->[{\text{kat.}}]{2(CH3)2C2O4}+2H2O}}}
- Door de reactie van methylnitriet met koolstofmonoxide:

{\displaystyle {\ce {2CH3ONO + 2CO -> (CH3)2C2O4 + 2NO}}}

## Toepassing
Dimethyloxalaat wordt onder meer gebruikt als oplosmiddel. In de cosmetische nijverheid gebruikt men het ook als cheleermiddel.
Het is een bouwsteen voor andere chemische verbindingen, waaronder:
- ethaandiamide of oxalamide dat gebruikt wordt in kunstmest
- ethyleenglycol dat gevormd wordt door hydrogenering van dimethyloxalaat volgens de globale reactie:

{\displaystyle {\ce {(CH3)2C2O4 + 4H2 -> HOCH2CH2OH + 2CH3OH}}}
- dimethylcarbonaat door het te verwarmen in aanwezigheid van een alkoxide van een alkalimetaal, bijvoorbeeld natriummethoxide, als katalysator[3]
- difenyloxalaat door omestering van dimethyloxalaat met fenol.[4] Difenyloxalaat kan dan omgezet worden naar difenylcarbonaat, een grondstof van polycarbonaten.